# Sheila Callender
Sheila Theodora Elsie Callender (5 de abril de 1914 – 17 de agosto de 2004) foi uma médica e hematologista britânica. Ela passou a maior parte de sua carreira na Universidade de Oxford, e foi creditada por ajudar a estabelecer a hematologia como uma disciplina médica distinta.

## Início da vida e educação
Callender nasceu em 5 de abril de 1914, em Sidcup, Kent, seu pai Thomas Marshall Callender, um clínico geral, e Charlotte Elizabeth Rose Marie (nascida Hoysted). Sua mãe e seu pai eram de descendência Irlandesa e Escocesa, respectivamente. Ela frequentou a escola secundária no Godolphin School em Salisbury. Posteriormente frequentou a Universidade de St Andrews a partir de 1932, ganhando um BSc em 1935 e um MBChB em 1938. Sobre a sua última graduação, ela recebeu uma medalha de ouro como a melhor aluna do seu ano. Formou-se Doutora em Medicina em 1944, com sua pesquisa de anemia durante a gravidez.

## Carreira
Callender começou sua carreira como doutora júnior na Dundee Royal Infirmary. Em 1940, foi nomeada para Serviço de Transfusão de Sangue da Escócia como assistente de patologia e oficial médica. Ela trabalhou na Universidade de Oxford a partir de 1942 a 1946 como residente e assistente de pesquisa. Em 1946, ela recebeu uma bolsa da Fundação Rockefeller para realizar pesquisas em hematologia em St. Louis, Missouri, até 1948. Após seu retorno ao Reino Unido, ela foi nomeada como consultora no Departamento de Medicina Clínica de Oxford Nuffield, onde ela passou o resto de sua carreira. Foi eleita de uma Fellow of the Royal College of Physicians em 1962, e foi premiada com o DSc pela Universidade de Oxford, na década de 1970. Ela foi reconhecida como um dos membros do grupo de médicos no Reino Unido e América do Norte que ajudou a estabelecer a hematologia como uma disciplina distinta da medicina.
As contribuições de Callender para hematologia incluiram uma pesquisa sobre a absorção de ferro e os efeitos e gestão de sobrecarga de ferro. Ela estudou algumas das causas mais comuns de anemia: a deficiência de ferro, deficiência de vitamina B12, e a deficiência de folato. Ela também trabalhou com Rob Race para desenvolver um novo método para determinar o tempo de vida das células vermelhas do sangue, e ajudou a Leslie Witts no início dos estudos da quimioterapia como terapia para o tratamento de leucemia. Ela e seus colegas na universidade de Oxford, conceberam um dos primeiros contadores para medir a radioatividade no corpo.

## Vida pessoal
Callender casou com Ivan Gyula Árpád Monostori, um refugiado húngaro a estudar medicina na universidade de Oxford, em 1957; eles viviam juntos em Oxford e na Escócia, com "uma coleção bastante aterrorizante de mastins". Callender, morreu de leucemia em 17 de agosto de 2004, no Hospital John Radcliffe, em Oxford.